# (265) Anna
(265) Anna ist ein Asteroid des inneren Hauptgürtels, der am 25. Februar 1887 vom österreichischen Astronomen Johann Palisa an der Universitätssternwarte Wien entdeckt wurde.
Der Asteroid wurde vermutlich benannt zu Ehren von Anny Weiss, geb. Kretschmar, Schwiegertochter von Edmund Weiss, dem Direktor der Wiener Sternwarte. In der „Beilage zum (Wiener) astronomischen Kalender 1888“, S. 88 notierte der Autor E. Weiss lakonisch: „… erhielten die Namen Anna und Aline, die eines weiteren Kommentars nicht bedürfen.“
Aufgrund der Bahneigenschaften wird (265) Anna zur Phocaea-Familie gezählt.

## Wissenschaftliche Auswertung
Aus Ergebnissen der IRAS Minor Planet Survey (IMPS) wurden 1992 Angaben zu Durchmesser und Albedo für zahlreiche Asteroiden abgeleitet, darunter auch (265) Anna, für die damals Werte von 23,7 km bzw. 0,10 erhalten wurden. Eine Auswertung von Beobachtungen durch das Projekt NEOWISE im nahen Infrarot führte 2012 zu vorläufigen Werten für den Durchmesser und die Albedo im sichtbaren Bereich von 22,8 km bzw. 0,11. Nach der Reaktivierung von NEOWISE im Jahr 2013 und Registrierung neuer Daten wurden die Werte 2015 zunächst mit 19,9 oder 20,4 km bzw. 0,07 oder 0,06 angegeben und dann 2016 korrigiert zu 34,8 km bzw. 0,02, diese Angaben beinhalten aber alle hohe Unsicherheiten.
Eine spektroskopische Untersuchung von 820 Asteroiden zwischen November 1996 und September 2001 am La-Silla-Observatorium in Chile ergab für (265) Anna eine taxonomische Klassifizierung als X-Typ.
Photometrische Messungen des Asteroiden fanden erstmals statt vom 19. bis 30. März 2004 durch zwei Amateurastronomen in Australien. Aus der aufgezeichneten Lichtkurve wurde eine Rotationsperiode von 11,681 h bestimmt.
Aus den archivierten photometrischen Daten des United States Naval Observatory und der Catalina Sky Survey in Arizona wurden dann in einer Untersuchung von 2013 ein Gestaltmodell des Asteroiden für eine Rotationsachse mit retrograder Rotation und eine Rotationsperiode von 11,6903 h bestimmt.
Zwischen 2012 und 2018 wurden mit der All-Sky Automated Survey for Supernovae (ASAS-SN) auch photometrische Daten von 20.000 Asteroiden aufgezeichnet. Auf mehr als 5000 davon konnte erfolgreich die Methode der konvexen Inversion angewendet werden, darunter auch (265) Anna, für die in einer Untersuchung von 2021 ein verbessertes dreidimensionales Gestaltmodell für zwei alternative Rotationsachsen mit retrograder Rotation und einer Periode von 11,6903 h berechnet wurde.
Aus archivierten Daten des Asteroid Terrestrial-impact Last Alert System (ATLAS) aus dem Zeitraum 2015 bis 2018 konnte in einer Untersuchung von 2022 mit der Methode der konvexen Inversion eine Rotationsperiode von 11,6909 h bestimmt werden.